# IF Brommapojkarna
IF Brommapojkarna er en svensk fodboldklub fra Stockholm-forstaden Bromma, der i 2014 spillede i den svenske række, 1. Division Nord.
Klubben spillede sin første sæson Allsvenskan i 2007, og rykkede op via en play-off-sejr over BK Häcken. Det blev dog i første omgang kun til en enkelt sæson, i og med klubben sluttede på sidstepladsen. Klubben vendte dog tilbage til Allsvenskan for atter at rykke ned i 2010.
Den tidligere AaB-træner, Erik Hamrén, har været træner i klubben.

## Kendte spillere
- Anders Limpar
- Mikael Rynell
- Pablo Piñones-Arce